# 문화방송 성우극회

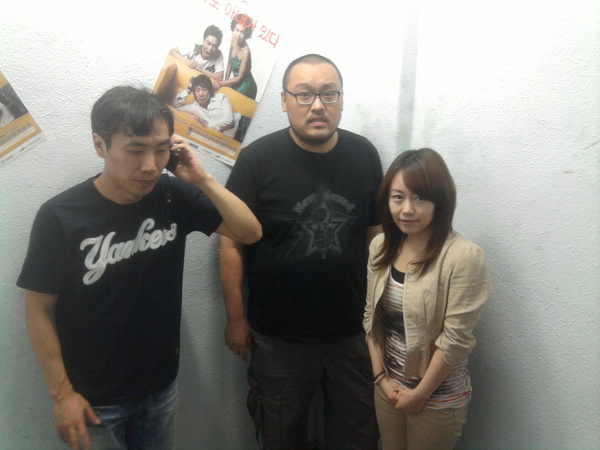
출신 성우 세 명. 왼쪽부터 안장혁, 최석필, 조현정.

문화방송 성우극회(文化放送 聲優劇會)는 문화방송에서 운영하는 대한민국 방송의 성우 단체로, 1961년 12월, 문화방송(MBC)의 개국과 함께 산하로 설립되었다.

## 개요
문화방송 소속 성우들이 속한 단체로 상위관은 문화방송이다. 1961년 문화방송 개국과 함께 산하로 설립되었으며 성우극회장을 중심으로 소속 성우들의 작품 활동, 방송 활동, 근로 처우 등을 지원하고 있다. 
한때는 상당히 활성적으로 성우 공채 모집을 시행하였으나, 이긍희 사장 시절인 2003년에서부터는 성우 공채 모집에 한때 침체기가 있었다. 그리고 2004년 3월 이후에서부터 민응식, 지미애 등 현재까지 총 50여명 남짓이 남아 있다. 2005년 2월에서부터 후임 사장이었던 최문순 사장(훗날 민선 강원도지사 역임)의 재임 이후인 2005년 11월에서부터 현재까지도 성우 공채 모집을 하지 않고 있다. 결국 이에 최승호 사장 재임 때 MBC 소속 성우들이 최승호 사장에게 성우극회 체제의 부활 및 성우 공채 모집의 재개를 요청하기도 하였으나, 결국 요청은 실행 조처되지 못하였고, 또다른 한편으로 김장겸 사장(훗날 비례대표 초선 국회의원 역임)이 있었던 시절에는, 김장겸 사장이 광범위한 부당노동행위를 강권 및 요구를 한다고 일방적인 주장을 하면서, 전국언론노동조합과 함께 파업에 동참하기도 하였다.
문화방송 본사가 서울 여의도에서 상암동 디지털미디어시티 사옥으로 이전함에 따라 성우극회도 본사와 함께 상암동 문화방송 사옥으로 이전하였다.

## 특색
문화방송 성우극회 공채에 합격한 성우들로 구성되어 있으며, 라디오 드라마가 거의 편성되지 않는 문화방송의 특성상, 전속 시절에는 외화 및 애니메이션 관련 중심으로 활동한다. 2005년 11월 이후로 공채가 없는 상황이다.

## 임원 구성
- 극회장: 황윤걸

- 운영위원장: 송준석

- 운영위원: 주현영, 김아영, 김기철, 김영선, 윤성혜, 한경화, 문남숙

- 총무: 류승곤

- 감사: 김동현

## 연혁 및 명단
故 표시는 사망한 성우를 의미하고, 취소선 표시는 MBC 성우극회로부터 탈퇴, 제명 혹은 이적 및 이직한 성우를 의미한다.
| 기수 및 년도                       | 남자 성우 | 여자 성우                                                                         |
| ---------------------------------- | --- | --------------------------------------------------------------------------------- |
| 경상남도 부산 공채 1기(1959년 4월) | 故 전덕, 정정길 | 문인옥, 유명자                                                                    |
| 경상남도 부산 특채 1기(1960년 8월) | 故 김무생, 故 김상순, 故 박규채, 오진홍, 이재호, 정승현, 최병학                                                                                      | 김혜자                                                                            |
| 경상남도 부산 공채 2기(1961년 2월) | 박광웅, 선종률, 故 홍성집, 황일청 | 정영자, 조학자                                                                    |
| 1기(1961년 12월)                   | 故 김현직, 故 박규채, 이묵원, 정승현, 故 최응찬 | 김석옥, 김영옥, 나문희, 백수련, 故 정소희, 최선자                                 |
| 2기(1965년 12월)                   | 김성겸, 김종성, 故 변희봉, 故 이영달, 故 전운, 최낙천, 현길, 홍민우, 故 홍성민, 황일청                                                               | 김유선, 김희숙, 故 유명옥, 이수나                                                 |
| 3기(1968년 12월)                   | 김용건, 나성균, 박인환, 故 사상기, 신충식, 이진성, 故 한규희                                                                                         | 권귀옥, 김은영, 故 김진구, 박소현, 안정현, 우문희, 정희선                         |
| 4기(1970년 12월)                   | 강성욱, 故 김기일, 김기현, 故 김상순, 故 김순철, 故 김호정, 박영지, 故 박일, 故 신귀식, 故 신수담, 오지명, 윤지하, 故 이규연, 이대근, 최불암, 한상혁 | 김혜자, 서영애, 송도영, 윤여정, 정혜선, 지윤성, 최방란, 故 한영숙                 |
| 5기(1972년 8월)                    | 故 김무생, 김용식, 김태훈, 故 남성훈, 故 남일우, 박태호, 심양홍, 이정길, 전국근, 정대홍, 故 정태섭, 한인수                                           | 강미, 김용림, 이명숙, 전임복, 최은숙, 홍승옥                                      |
| 6기(1974년 1월)                    | 김명수, 나한일, 서학, 故 이도련, 이성, 탁재인 | 김성란, 김진숙, 남능미, 양윤선, 엄유신                                            |
| 7기(1976년 2월)                    | 권혁수, 김관식, 이인성, 이종오, 최상기, | 기경옥, 김숙경, 김순선, 김영란, 김윤정, 김홍복, 김희송, 故 박인숙, 이효춘, 최성우 |
| 8기(1982년 8월)                    | 곽대홍, 김기성, 박기량, 송영창, 신성호, 장영린 | 故 김경애, 박부이, 박영희, 오혜숙, 윤소라, 이미자, 이선주, 홍혜정                 |
| 9기(1983년 4월)                    | 김관철, 박영화, 이우신, 이윤연, 이종혁, 황윤걸 | 김정신, 김혜경, 이선호, 조향이                                                    |
| 10기(1985년 12월)                  | 김강산, 김동현, 김영훈, 서승만, 손원일, 故 이승환 | 성유진, 정미연, 황미영                                                            |
| 11기(1993년 8월)                   | 안장혁, 안지환, 양희문, 최원형 | 배주영, 우정신, 이승현, 정소영, 조예신, 주현영                                    |
| 12기(1994년 3월)                   | 박조호, 변종필, 안종덕, 윤복성, 이진홍, 전수빈 | 강수진, 유은숙, 이영란, 임유진                                                    |
| 13기(1996년 12월)                  | 김영선, 故 김호성, 문태수, 엄태국, 이철용, 장성호, 최석필                                                                                            | 박소라, 엄현정, 윤성혜, 정남                                                      |
| 14기(1997년 9월)                   | 김기철, 김민성, 김용준, 송준석, 이상범 | 김아영, 박선영, 오주연, 최수진, 한수림                                            |
| 15기(1999년 11월)                  | 고성일, 노계현, 이상훈, 최한, 표영재 | 김서영, 김지영, 배정민, 이자옥, 채의진                                            |
| 16기(2002년 1월)                   | 방성준, 이원찬, 정재헌 | 문남숙, 박신희, 조현정                                                            |
| 17기(2004년 3월)                   | 김두희, 류승곤, 양준건 | 유상우, 이민하, 한경화                                                            |
| 18기(2005년 3월)                   | 장효상 |                                                                                   |
| 19기(2005년 11월)                  | 이시후 |                                                                                   |
| CM 1기(1973년 1월)                 | 정명옥, 천창길 | 김순자, 정부용, 최정양, 한순자                                                    |
| CM 2기(1976년 4월)                 | 박기량, 한대수 | 문병례, 정숙경, 차영주                                                            |
| CM 3기(1979년 8월)                 | 권영운, 신현식 | 김수희, 김춘방                                                                    |
| CM 4기(1983년 8월)                 | 김주형, 민응식, 박홍식 | 박혜경                                                                            |
| CM 5기(1984년 12월)                | | 송은주                                                                            |

## 같이 보기
- 한국성우협회
- 한국방송 성우극회